# Strage di Hillsborough
La strage di Hillsborough fu una tragedia calcistica avvenuta il 15 aprile 1989 all'Hillsborough Stadium di Sheffield, in Inghilterra, che provocò la morte di 96 persone. È nota come la più grande tragedia dello sport inglese.

## I fatti

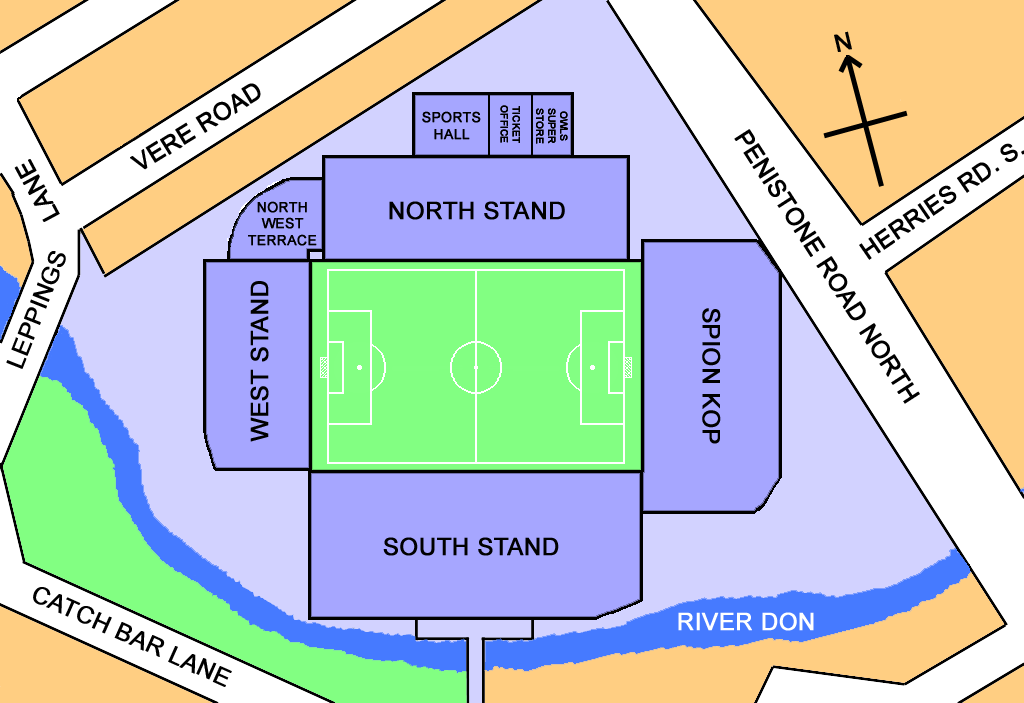
Pianta dello stadio: il settore Leppings Lane è qui etichettato come West Stand.

Alle ore 15:00 del 15 aprile 1989 era in programma la semifinale di FA Cup tra Liverpool e Nottingham Forest, che, come da regolamento, era stata assegnata a un campo neutro, nella fattispecie l'Hillsborough Stadium di Sheffield, generalmente sede delle partite casalinghe dello Sheffield Weds.
La ripartizione degli spalti non aveva tenuto conto della consistenza delle rispettive tifoserie: ai supporter del Liverpool era stata infatti assegnata la tribuna occidentale (West Stand, anche denominata Leppings Lane dall'odonimo della via retrostante), ubicata alla sinistra della tribuna centrale e capace di 14.600 posti (e peraltro priva delle certificazioni sulla sicurezza, l'ultima delle quali era stata eseguita nel 1979), mentre ai sostenitori del Nottingham Forest, normalmente meno numerosi di quelli degli Scousers, era riservata la curva orientale Spion Kop End, capace di 21 000 posti.
Complice il fatto che dal 1985 i club inglesi erano esclusi dalle competizioni UEFA a seguito della strage dell'Heysel, e che pertanto il campionato inglese risultava poco avvincente, tale partita era molto sentita: fin dal mattino migliaia di tifosi del Liverpool (peraltro storicamente rivali dei Garibaldi Reds di Nottingham) si riversarono festanti a Sheffield.
Al momento di far accedere il pubblico alle gradinate, la suddetta ripartizione poco oculata delle tifoserie iniziò a causare problemi: oltre a essere meno capiente, la Leppings Lane aveva anche meno ingressi rispetto alla Spion Kop (6 contro oltre 60) e fin da subito ciò rallentò l'afflusso dei tifosi del Liverpool; ad appena mezz'ora dal calcio d'inizio il settore era ancora semivuoto, mentre la folla accalcata ai cancelli andava crescendo sempre più. A quindici minuti dall'inizio, preoccupata per l'esorbitante massa di persone raccoltasi al di fuori della Leppings Lane, la polizia decise di aprire il Gate C, un grosso cancello d'acciaio normalmente usato solo in uscita, posto dinnanzi all'ingresso di un tunnel che conduceva al settore centrale-basso della curva.

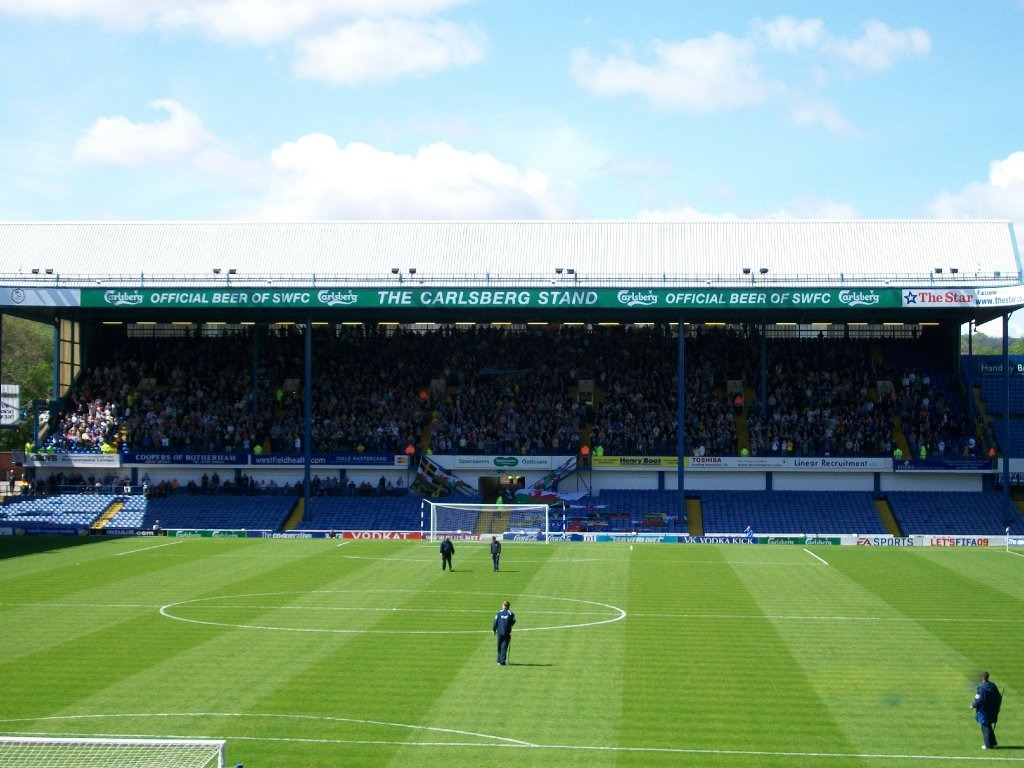
La Leppings Lane End fotografata nel 2008: la gradinata inferiore, all'incirca tra i due pali intermedi della copertura, fu teatro della strage

L'idea si rivelò catastrofica: mancando ormai pochi minuti al fischio di inizio, i tifosi ancora fuori dallo stadio lasciarono gli accessi laterali A e B, si riversarono in massa nel tunnel, senza alcun prefiltraggio né controllo dei biglietti. Lo spicchio mediano-inferiore della Leppings Lane (capace di soli 2 000 posti e separato dal resto della gradinata da barriere antiscavalcamento) si riempì così oltre la capienza consentita: in breve gli spettatori furono schiacciati verso le recinzioni (particolarmente resistenti perché concepite per resistere a eventuali cariche degli hooligans, in ossequio alle normative introdotte dal governo inglese dopo i fatti dell'Heysel) e sorte analoga toccò a chi era penetrato nel tunnel, che si trovò la via ostruita in entrambe le direzioni, mentre la pressione della calca cresceva sempre di più. Alcuni spettatori, nel tentativo di sfuggire allo schiacciamento, tentarono di arrampicarsi al livello superiore della gradinata, aiutati da coloro che la occupavano: ciò provocò anche il cedimento di parte della ringhiera, con conseguente caduta di alcuni occupanti nel marasma sottostante.
Mentre nella curva occidentale si scatenava il panico, nessuno, né in campo né negli altri settori dello stadio, si rese conto di cosa stesse avvenendo e la gara iniziò regolarmente. Solo dopo 6 minuti di gioco la partita fu sospesa su segnalazione di un ufficiale di polizia, che indicò all'arbitro un'invasione di campo da parte di alcuni spettatori che volevano così evitare lo schiacciamento: non intuendo il motivo di tale gesto e scambiandolo per un'intemperanza degli hooligans, i poliziotti caricarono i fuggiaschi per ricacciarli verso la tribuna, finendo per aggravare ulteriormente il caos sulla Leppings Lane. Solo dopo alcuni minuti, resasi conto del vero motivo dell'invasione, la polizia aprì la recinzione e lasciò che i tifosi del Liverpool potessero raggiungere il terreno di gioco. A quel punto, mentre la curva andava svuotandosi, ci si poté rendere conto dell'entità del disastro: nel caos generato dall'afflusso eccessivo di persone, 96 di loro (79 delle quali con meno di 30 anni d'età) avevano perso la vita, finendo schiacciate e soffocate dalla calca in un modo analogo a quanto accaduto quattro anni prima all'Heysel di Bruxelles; alle vittime si aggiunse una 97ª persona, Andrew Devine, rimasto in stato semivegetativo per i successivi trentadue anni. Altre 200 persone avevano invece riportato ferite più o meno gravi.

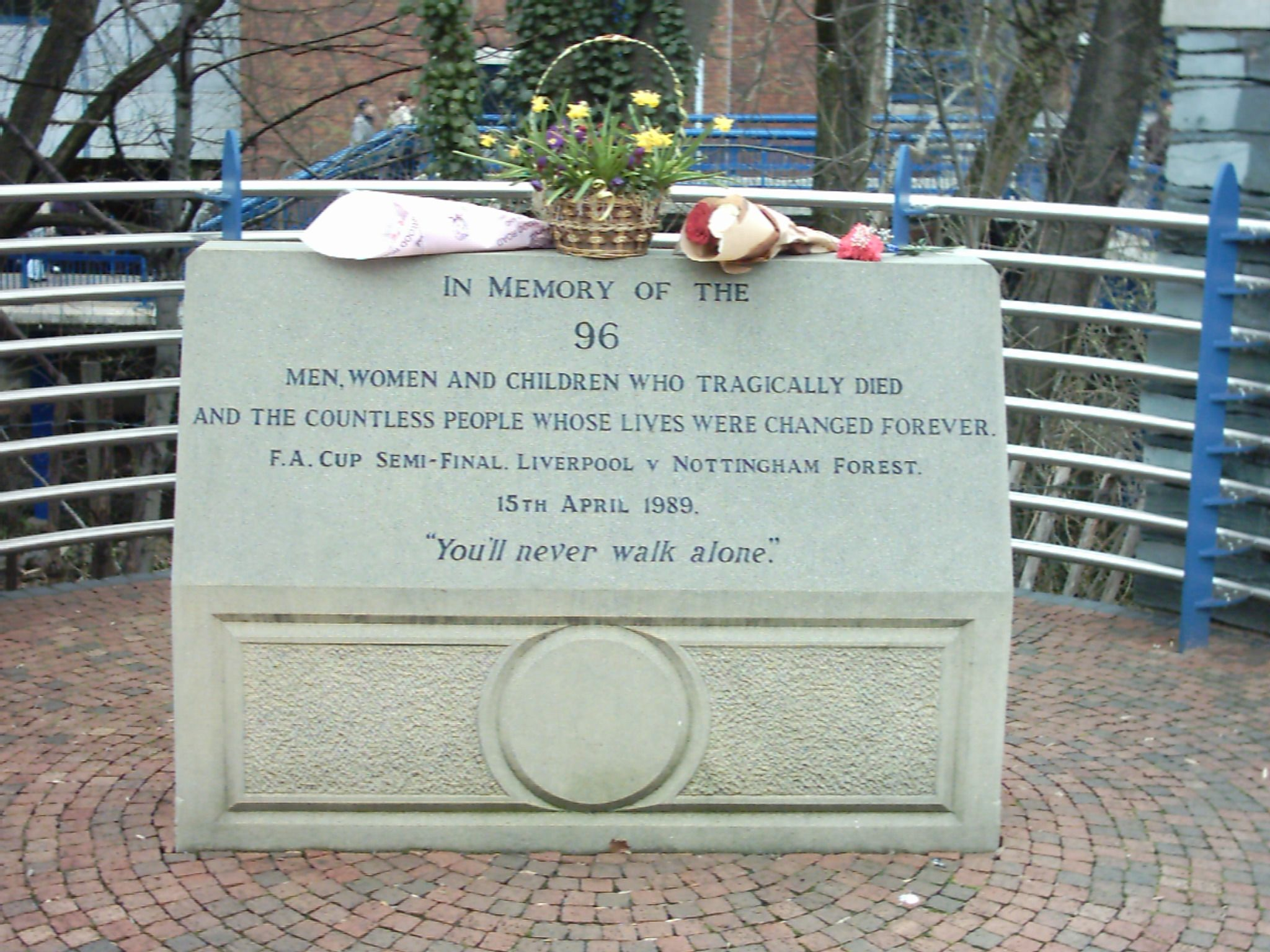
Il monumento a memoria della strage presente nell'impianto di Hillsborough

Per la cronaca sportiva, la partita fu annullata e ripetuta il successivo 7 maggio all'Old Trafford di Manchester: vinse per 3-1 il Liverpool, che quindici giorni dopo si aggiudicò quell'edizione della FA Cup battendo i concittadini dell'Everton nella finale al Wembley Stadium di Londra.

## Gli eventi successivi
Subito dopo la strage, la Camera dei lord affidò a lord Peter Taylor il compito di indagare sulle cause dell'accaduto. Nell'omonimo rapporto che ne seguì furono evidenziate gravi inadempienze nell'organizzazione dell'evento e nel comportamento delle forze dell'ordine. Tuttavia il processo che seguì non contribuì a far piena luce sui fatti e soprattutto sulle responsabilità dell'accaduto, anche se fu chiaro che le cause del disastro andavano ricercate soprattutto nella disorganizzazione complessiva della gestione dell'afflusso del pubblico, e soprattutto nella leggerezza con cui la polizia aveva aperto il Gate C.
In questo contesto di poca chiarezza, per più di vent'anni i sostenitori del Liverpool presenti quel giorno a Hillsborough (sia i morti che i sopravvissuti) furono ingiustamente considerati come i responsabili della strage; versione dei fatti immediatamente cavalcata dalla stampa tabloid britannica – il Sun su tutti – che dopo la tragedia titolò in prima pagina perfino di presunti atti di depredazione dei tifosi degli Scousers nei confronti dei cadaveri all'interno dell'impianto.

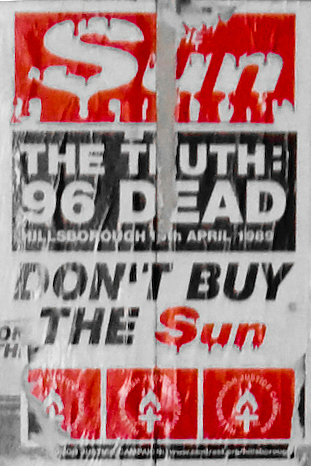
Poster dei tifosi del Liverpool che invita al boicottaggio del Sun

Solo nel settembre del 2012 – a seguito di una nuova inchiesta dell'Hillsborough Independent Panel, commissione presieduta dal vescovo di Liverpool – il governo inglese, per voce del premier David Cameron, ha ufficialmente riconosciuto le colpe della polizia del South Yorkshire e scagionato definitivamente la tifoseria dei Reds («non sono stati la causa del disastro»), chiedendo pubblicamente scusa ai parenti delle vittime per la «doppia ingiustizia: l'incapacità di proteggere le vite dei loro cari e l'imperdonabile attesa per arrivare alla verità». L'inchiesta del Panel ha svelato che – a differenza delle versioni ufficiali precedentemente date alla stampa – alle 15:15 di quel pomeriggio, 59 delle 96 vittime erano ancora in vita, e 41 di esse avrebbero potuto essere salvate se fossero stati prestati loro soccorsi tempestivi.
Dal nuovo lavoro d'indagine è inoltre emerso che la polizia del South Yorkshire avrebbe "indirizzato" i media britannici verso una versione dei fatti diversa da quanto realmente accaduto, modificando sostanzialmente a loro favore anche 164 testimonianze di chi era presente allo stadio, con l'intento di assolvere poliziotti e soccorritori dalle loro colpe e manchevolezze. In definitiva, la polizia del South Yorkshire mentì, e la tragedia venne strumentalizzata per orientare favorevolmente l'opinione pubblica britannica verso una stretta repressiva nei confronti degli hooligan, portata avanti dal governo dell'allora primo ministro Margaret Thatcher e avallata dalle conclusioni del rapporto Taylor. A seguito di questi nuovi fatti, nel dicembre dello stesso anno il presidente dell'Alta Corte di Giustizia d'Inghilterra e Galles ha annullato il verdetto della precedente inchiesta del 1989, disponendo una nuova indagine sulla strage.

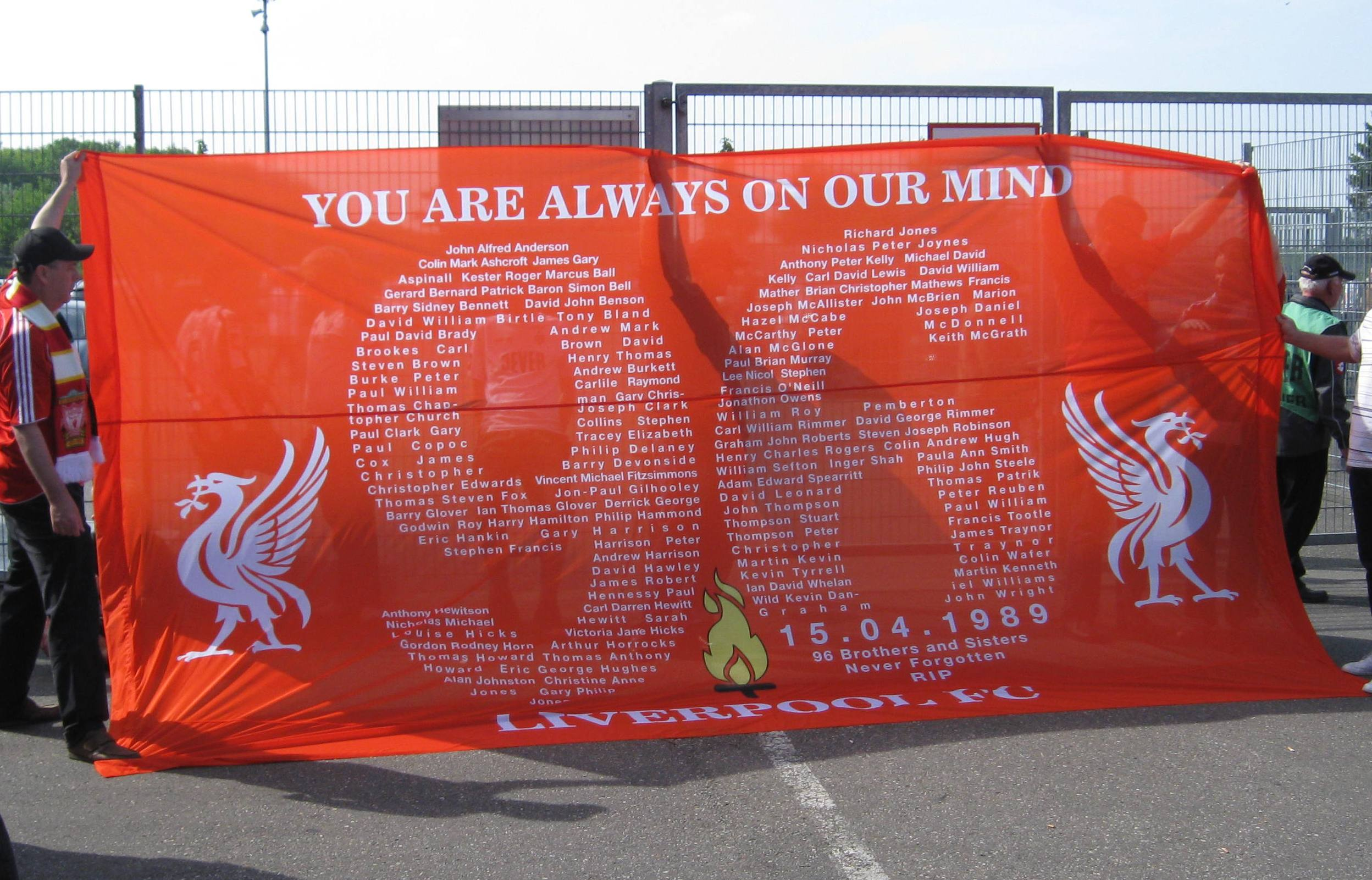
Striscione commemorativo della tifoseria dei Reds nel ventennale della strage, recante i nomi delle 96 vittime.

Da parte delle due società calcistiche, un fatto riprovevole si verificò nell'anno del decimo anniversario della tragedia, il 1999, quando in occasione del match di campionato tra Liverpool e Nottingham Forest fu chiesto ai due club di osservare un minuto di silenzio per commemorare le vittime, ma entrambi rifiutarono, in quanto era in corso un contenzioso con il comitato dei parenti. I tifosi dei Reds invece ricordano annualmente i 96 morti, con una commemorazione che ha luogo ogni 15 aprile nella curva Kop dello stadio di Anfield. Qui l'orologio è sempre fermo alle 15:06, ora del fischio di sospensione di quella tragica partita. Appena fuori da Anfield è presente un'associazione dal nome "Justice For 96", con lo scopo di aiutare i parenti delle vittime.
A seguito del disastro, la sezione inferiore della Leppings Lane end venne inibita al pubblico per i successivi due anni; nell'estate del 1990 si provvide ad asportare i parapetti intermedi e quindi a rendere tutti i posti a sedere, nonché ad abbassare le recinzioni per permettere eventuali fughe d'emergenza verso il campo. La gradinata così riallestita riaprì nella stagione 1991-1992.